# Lucanus maculifemoratus
Espèce
Statut de conservation UICN

 NE  : Non évalué
Lucanus maculifemoratus (connue au Japon sous le nom de « Lucane cerf-volant Miyama ») est une espèce de coléoptères de la famille des Lucanidae, sous-famille des Lucaninae, de la tribu des Lucanini et du genre Lucanus, vivant dans le nord-est de l'Asie; au Japon, dans la péninsule coréenne, en Russie (Extrême-Orient), en Chine (Liaoning); ainsi qu'à Taiwan.
Cette espèce possède une fine couche de poils dorés sur le dos et à l'arrière.
L'espèce fut nommée par Viktor Motchoulski en 1861 aux Îles Kouriles.

## Sous-espèces
Lucanus maculifemoratus possède différentes sous espèces:
L. maculifemoratus
- Lucanus maculifemoratus adachii
- Lucanus maculifemoratus boileaui
- Lucanus maculifemoratus dybowskyi
- Lucanus maculifemoratus ferriei
- Lucanus maculifemoratus jilinensis
- Lucanus maculifemoratus maculifemoratus
- Lucanus maculifemoratus taiwanus

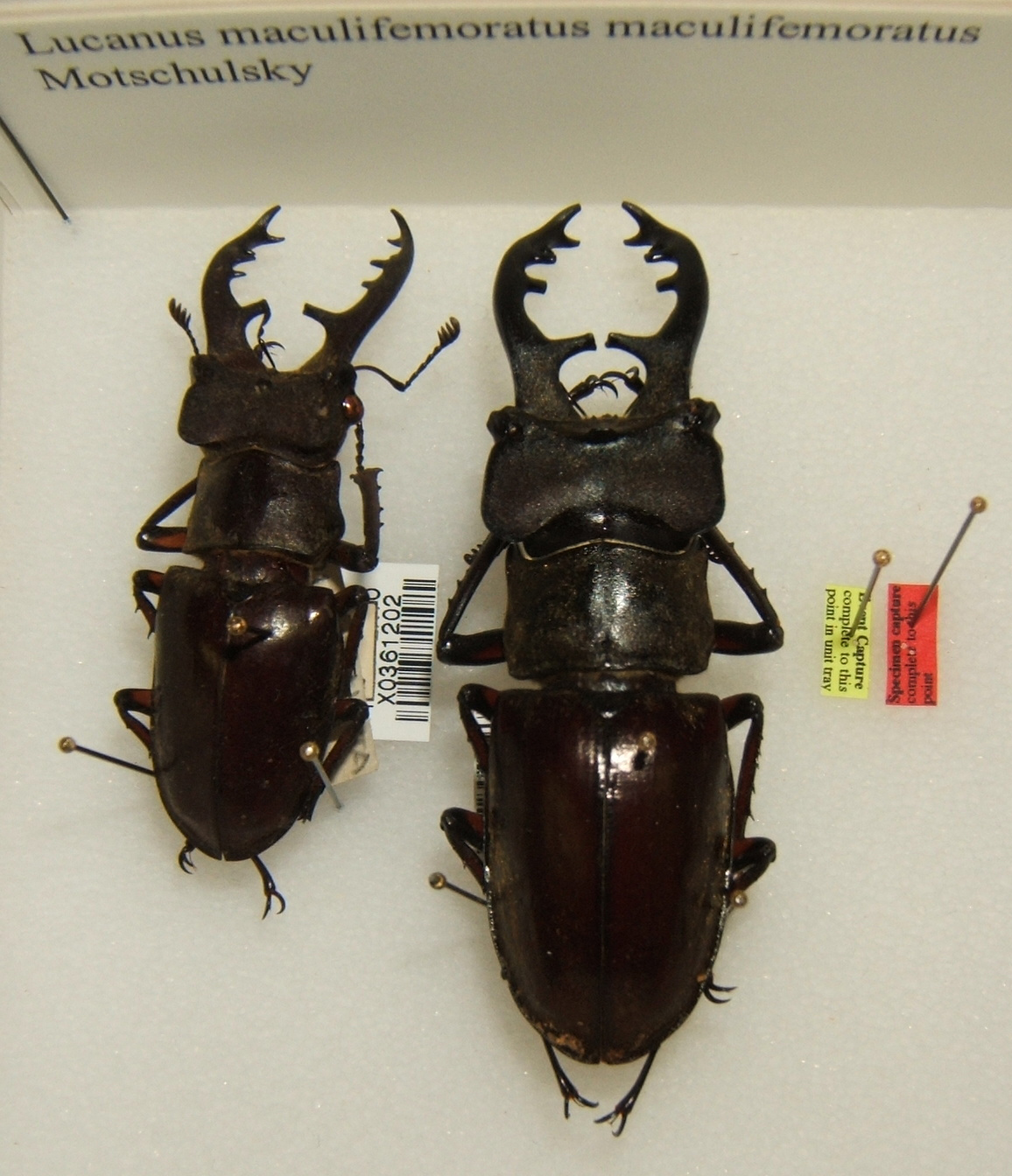
Lucanus maculifemoratus maculifemoratus, adulte.
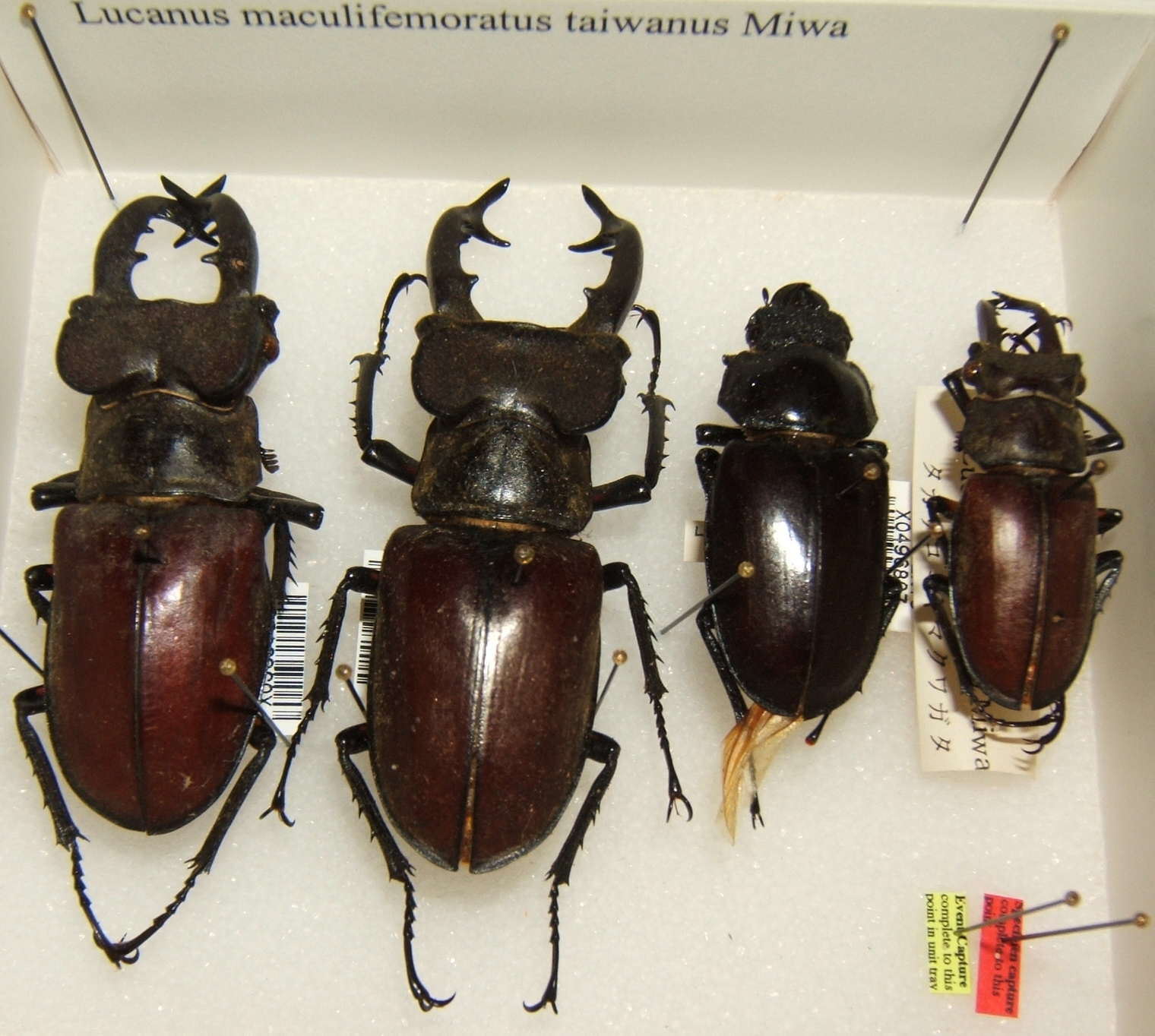
Lucanus maculifemoratus taiwanus

## Culture populaire
L'espèce apparaît dans la série de jeux vidéo Animal Crossing, où il est généralement nommé « Lucane Miyama ».